# 朦朧錐折螺
朦朧錐折螺（学名：Euthymella bilix）是左錐螺科之下一個海螺的物種，舊屬雙肋螺屬，今屬扁粒螺屬。

## 分佈
本物種見於台灣綠島及蘭嶼。

## 外部連結
- 維基物種上的相關：朦朧錐折螺